# 蓟州站
蓟州站原称蓟县南站、蓟州南站，位于天津市蓟州区洇溜镇龙湾子村，是京哈铁路的一个车站，并有联络线通往蓟州北站，距北京站83公里，距哈尔滨站1166公里，距蓟州北站5公里，现由北京局集团唐山车务段管辖。该站曾办理客运业务，后于2008年停办，直至2019年1月5日恢复客运；办理整车货物发到，不办理危险货物发到。
2016年7月，蓟州区当地有消息称蓟州已与北京局集团协调蓟州站的改建事宜，并计划于2018年安排京哈线上的部分普通动车组列车停靠该站。该站的改建工程包括新建站房、基本站台、旅客地道、雨棚等设施与加高南侧站台的工程，以及对线路、通信、信号、信息、接触网、电力等有关配套设备的改造。改造工程计划于2018年11月完工，但延至2019年1月5日完工启用，本站得以复办客运业务。2018年12月1日，本站由蓟州南站更名为蓟州站，原津蓟铁路蓟州站更名为蓟州北站。

## 车站周边
- 洇溜镇龙湾中心小学
- 蓟州区天龙水泥构件总厂
- 大唐庄村、欢虎庄村、龙湾子村

## 接驳交通
| \| 编号 \| 编号 \| 线路 \| 线路 \| 线路 \| 收费 \| 运营商 \| 备注 \| \| ---- \| ---- \| ------ \| ---- \| ------------ \| -------- \| ---------- \| ---- \| \| \| 533 \| 蓟州站 \| ⇆ \| 南环路公交站 \| 2元 \| 公交四公司 \| \| \| \| 蓟5 \| 蓟州站 \| ⇆ \| 许家台检查站 \| 3元、5元 \| 公交四公司 \| \| |      |        |      |              |          |            |      |
| 编号 | 编号 | 线路   | 线路 | 线路         | 收费     | 运营商     | 备注 |
| | 533  | 蓟州站 | ⇆    | 南环路公交站 | 2元      | 公交四公司 |      |
| | 蓟5  | 蓟州站 | ⇆    | 许家台检查站 | 3元、5元 | 公交四公司 |      |